# بطولة العالم لسباق الدراجات على الطريق 2021
بطولة العالم لسباق الدراجات على الطريق 2021 (بالفرنسية: Championnats du monde de cyclisme sur route 2021)‏ هي البطولة 94 من بطولة العالم لسباق الدراجات على الطريق، وبدأت أول فعالياتها في 19 سبتمبر، وأُختتمت في 26 سبتمبر 2021.

## السباقات
| 19 سبتمبر | سباق الطريق ضد الساعة                   | فيليبو غانا            | فاوت فان آرت    | رمكو أفينبول         |
| 20 سبتمبر | سباق الطريق ضد الساعة للرجال تحت سن 23  | Johan Price-Pejtersen ‏ | لوكاس بلاب      | Florian Vermeersch ‏  |
| 20 سبتمبر | سباق الطريق ضد الساعة للسيدات           | Ellen van Dijk         | مارلين رويسر    | أنيميك فان فليوتن    |
| 21 سبتمبر | سباق الطريق ضد الساعة للشابات           | Alena Ivanchenko ‏      | Zoe Bäckstedt ‏  | أنطونيا نيدرماير     |
| 21 سبتمبر | سباق الطريق ضد الساعة للشبان            | Gustav Wang ‏           | Josh Tarling ‏   | Alec Segaert ‏        |
| 22 سبتمبر | سباق الطريق ضد الساعة تتابع مختلط للفرق | ألمانيا                | هولندا          | إيطاليا              |
| 24 سبتمبر | سباق الطريق المداري للشبان              | بير ستراند هاجينز      | رومان جريجوار   | ماديس ميكلس          |
| 24 سبتمبر | سباق الطريق للرجال تحت سن 23            | فيليبو بارونسيني       | بينيام جيرماي   | Olav Kooij ‏          |
| 25 سبتمبر | سباق الطريق للشابات                     | Zoe Bäckstedt ‏         | Kaia Schmid ‏    | Linda Riedmann ‏      |
| 25 سبتمبر | سباق الطريق للسيدات                     | إليسا بالسامو          | ماريان فوس      | Katarzyna Niewiadoma |
| 26 سبتمبر | سباق الطريق                             | جوليان ألافيليب        | ديلان فان بارلي | مايكل فالغرين        |

## وصلات خارجية
- الموقع الرسمي